# Villa Ibáñez
Villa Ibáñez (auch Ullum) ist eine Stadt im Süden der argentinischen Provinz San Juan, westlich des Ullumtals, nordwestlich der Stadt San Juan. Sie ist Hauptstadt und Verwaltungssitz des Departamentos Ullum.